# The Queen's Traitor
The Queen's Traitor è una serie televisiva britannica del 1967 diretta da Campbell Logan ed interpretata da Nigel Green, Susan Engel e Stephanie Beacham. 

## Trama
La serie narra i vari tentativi di detronizzare la regina Elisabetta I d'Inghilterra e di sostituirla con Maria, regina di Scozia.

## Curiosità
I cinque episodi della serie purtroppo sono andati perduti. 